# Anaeroglobus geminatus
L'Anaeroglobus geminatus   è una specie di batterio appartenente alla famiglia delle Acidaminococcaceae.